# Жуково (Дубровский район)
Жуково (Жукова) — деревня в Дубровском районе Брянской области, в составе Алешинского сельского поселения. Расположена в 3 км к югу от села Алешня. Население — 8 человек (2010).

## История
Впервые упоминается в XVII веке в составе Подывотского стана Брянского уезда. В XVIII-XIX вв. — владение Мещерских, Озеровых и других (сельцо). Входила в приход села Давыдчи; с 1876 — села Алешни. С 1861 по 1924 в Алешинской волости Брянского (с 1921 — Бежицкого) уезда; позднее в Дубровской волости, Дубровском районе (с 1929). До 2005 года входила в Алешинский сельсовет.